# Siniša Dobrašinovic
Siniša Dobrašinović (en serbe : Синиша Добрашиновић, en grec moderne : Σίνισα Ντομπρασίνοβιτς), né le 17 février 1977 à Ivangrad (auj. Berane), en Yougoslavie, est un footballeur international chypriote d'origine monténégrine, qui évoluait au poste de milieu défensif avant de devenir entraîneur.

## Biographie

### Carrière en club
Il joue pour le FK Rudar Pljevlja et le club belge du KSC Lokeren, avant de commencer une carrière chypriote à l'Apollon Limassol, au Digenis Morphou, à l'Omonia Nicosie et à Famagouste où il signe un contrat de deux ans.
Le 1er octobre 2008, en phase de poule de la Ligue des champions 2008-2009 contre le Panathinaïkos, il marque le deuxième but de son équipe qui remporte 3-1 son deuxième match de Ligue des champions de son histoire.

### Carrière internationale
Comme Sinisa n'a jamais joué en sélection nationale du Monténégro, il fait ses débuts avec la sélection chypriote le 10 octobre 2009 contre la Bulgarie (4-1).